# Xibeca
|  | Aquest article tracta sobre la cervesa. Si cerqueu l'ocell, vegeu «òliba comuna». |

Xibeca o Xibeca-Damm és una marca de cervesa catalana produïda a Barcelona per la SA Damm.

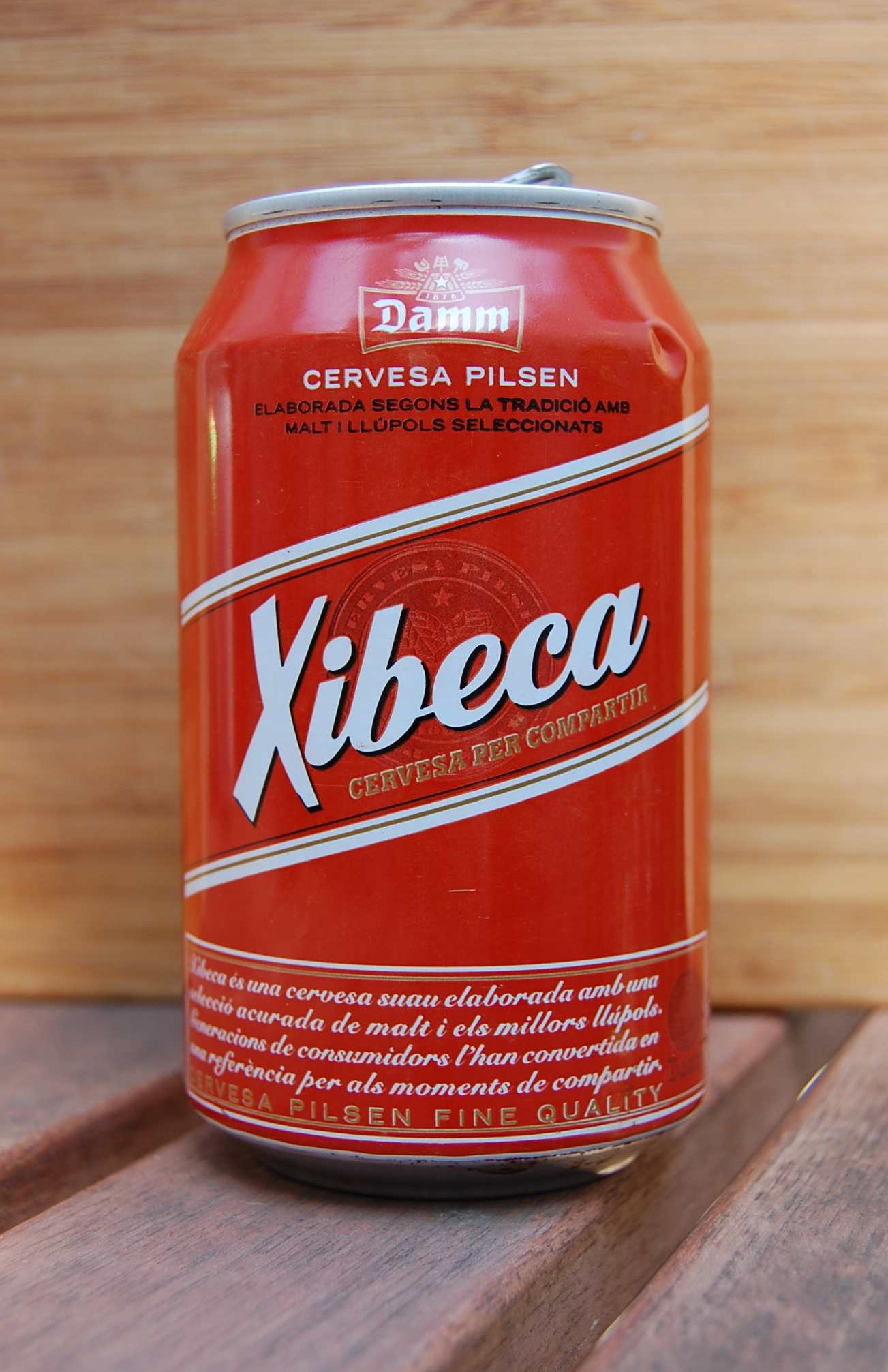
Una llauna de cervesa Damm

L'any 2011, aquesta cervesa celebra el seu 80è aniversari Actualment part de la seva producció es concentra a son molins a Mallorca on també es distribueix i es comercialitza.
El nom d'aquesta cervesa prové del nom amb què es coneixia popularment el format de litre a Catalunya: xibeca A aquesta popular cervesa el jove grup català Mad Skauts li va dedicar una cançó l'any 2011.
Cervesa pilsen de 4,6º de volum d'alcohol. Té un color ambre clar brillant amb reflexos daurats. És una cervesa suau amb postgust de cereals lleugerament torrats, recomanada per servir a una temperatura de 4 a 6 graus en got, gerra o copa gran.